# 阿蘇ヶ岳
阿蘇ヶ岳（あそがだけ）は、青森県津軽地方の平川市と南津軽郡大鰐町に跨る山である。標高は494.0m。かつては家畜の餌の草刈場で展望が良かったことから、大鰐町の小学生が遠足で登る山の1つだったが、現在は杉山となっている。

## 参考資料
1. ↑  東奥日報社. “Web東奥／とうおう写真館・青森県の山々／阿蘇ケ岳”. 2002年5月27日時点のオリジナルよりアーカイブ。2011年11月13日閲覧。